# Comando Operacional Leste (Ucrânia)

Insígnia do Comando Operacional Leste

O Comando Operacional Leste (do ucraniano: Оперативне командування Схід) é uma formação das Forças Terrestres da Ucrânia no leste do país. Atualmente, sua sede está localizada em Dnipro.

## História

Mapa do Comando Operacional Leste na Ucrânia

Quando a Ucrânia conquistou a independência da União Soviética em 1991, havia três distritos militares soviéticos em seu território. Esses eram o Distrito Militar de Kiev, o Distrito Militar de Odessa e o Distrito Militar dos Cárpatos. Em janeiro de 1998, o Comando Operacional Sul foi criado a partir do Distrito Militar de Odessa e da parte oriental do Distrito Militar de Kiev. Em 2005, a Associação Operacional Sul foi criada a partir do Comando Operacional Sul. Em outubro de 2013, o Comando Operacional Sul foi criado a partir da Associação Operacional Sul. Em janeiro de 2015, o Comando Operacional Leste foi estabelecido com controle sobre as forças nos oblasts de Donetsk, Lugansk, Carcóvia, Dnipropetrovsk e Zaporíjia. Essas áreas eram controladas anteriormente pelo Comando Operacional Sul. Na época, o comando era liderado pelo Tenente-general Serhiy Nayev. As unidades sob o controle operacional do Comando Operacional Leste estiveram envolvidas na Guerra em Donbas.
Desde a invasão da Ucrânia pela Rússia em 2022, as unidades do Comando Operacional Leste têm se envolvido em intensos combates com as forças russas durante a batalha de Donbas.